# J. Chr. Jensen-Broby
Jens Christian Jensen-Broby (18. februar 1888 i Nordrup ved Ringsted – 22. februar 1976 i Holte) var en dansk folketingspolitiker fra partiet Venstre i 1919-60. 
Han var søn af sognefoged, gårdejer Chr. Jensen (død 1942) og hustru Sofie født Pedersen. Han blev i 1914 gift med Elna (født 1891 på Giesegaard), datter af herskabskusk Kristoffer Rasmussen og hustru Sofie født Pedersen. Han var uddannet tømrer og siden gårdejer af Skovlygård, ved Sorø i landsbyen Broby (Deraf navnet Jensen-Broby).
Han blev først næstformand for Venstres Ungdoms Landsorganisation (VU) 1915-17 og derefter formand i 1917-18. Han blev valgt ind i Folketinget 18. februar 1919 i Gudmekredsen på sin 31 års fødselsdag og blev dermed det yngste folketingsmedlem på daværende tidspunkt. Han forlod Folketinget i 1960, efter næsten 42 år på posten. J.Chr. Jensen-Broby blev medlem af Folketingets Finansudvalg i 1929 og overtog herefter formandsposten i perioden 1947-59.
Fra 1953 havde J.Chr. Jensen-Broby derudover formandskabet for Statsregnskabsrådet, der behandlede de af finansministeren udstedte instrukser for aflæggelse af statens regnskaber.